# Sphodromantis transcaucasica
Sphodromantis transcaucasica är en bönsyrseart som beskrevs av Kirby 1904. Sphodromantis transcaucasica ingår i släktet Sphodromantis och familjen Mantidae. Inga underarter finns listade i Catalogue of Life.